# Archiwum Miasta Ostrawy

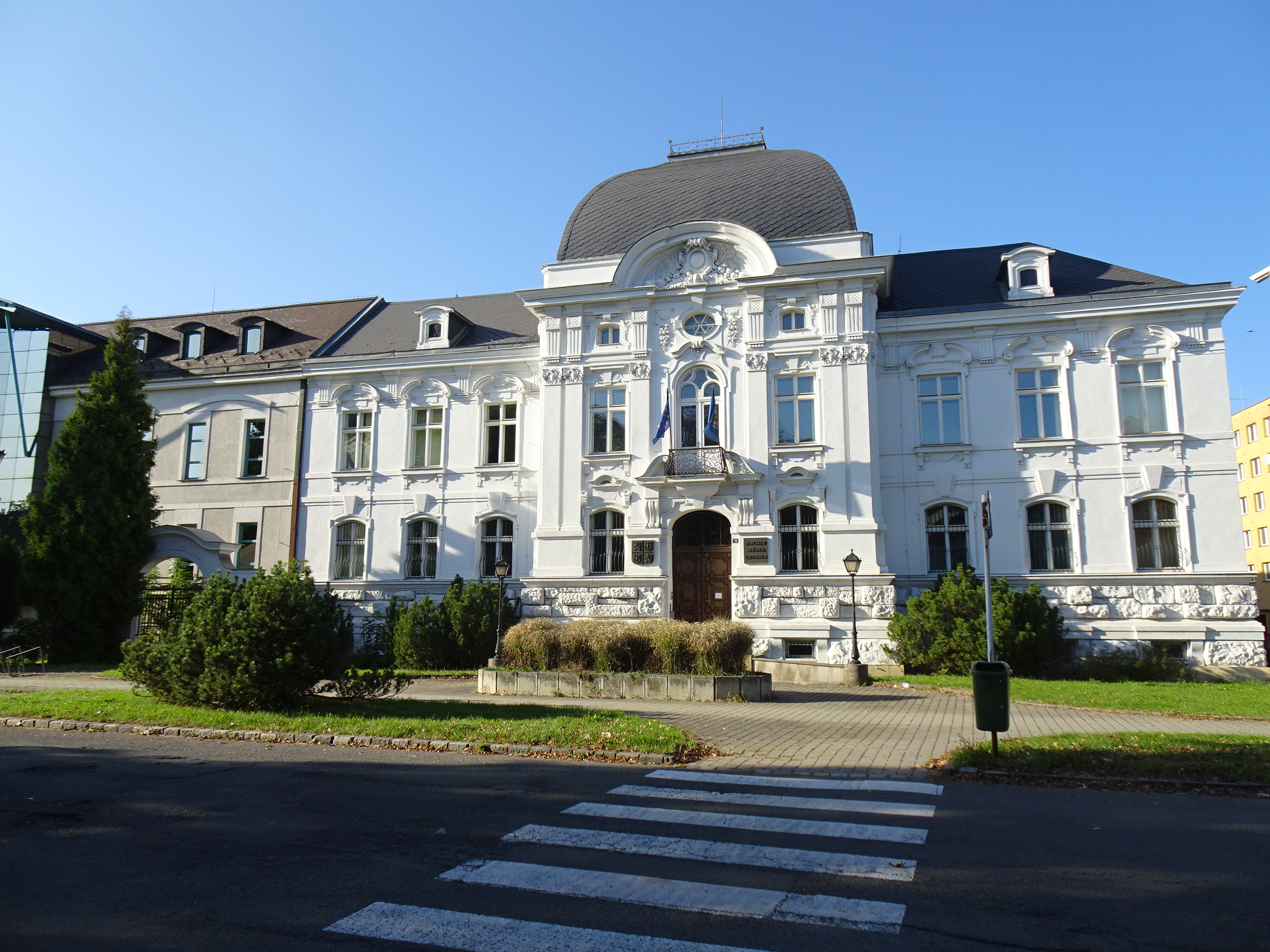
Widok od ulicy Špálově.

Archiwum Miasta Ostrawy (Archiv města Ostravy, w skrócie AMO) – archiwum miejskie utworzone jako oddział Urzędu Miasta Ostrawy. Archiwum mieści się w neobarokowym budynku dawnego ratusza, wybudowanym według planów Camillo Sitte w latach 1896–1897, w latach 1993–1996 dobudowano do niego dodatkowy segment na potrzeby archiwum. Za datę założenia archiwum przyjmuje się dzień 1 września 1923 roku. Archiwum sprawuje opiekę nad dokumentami w instytucjach miejskich, przyjmując je do długoterminowego przechowywania i udostępniając je do opracowania. Pierwszym archiwistą został Alois Adamus.
Najstarszym przechowywanym dokumentem jest statut Karola IV z 1362 roku.